# Іоанн Романідес
Іоанн Романідіс (грец. Ιωάννης Σάββας Ρωμανίδης, 2 березня 1927, Пірей — 1 листопада 2001, Афіни) — православний священник, богослов і професор; представник Грецької церкви у Всесвітній раді церков.

## Життєпис
Народився у передмісті Афін Піреї. Відразу після народження його батьки, котрі були родом із Кападокії, емігрували до Сполучених Штатів та оселились у Нью-Йорку на Манхеттені. Навчався у Грецькому коледжі Святого Хреста, що належав до юрисдикції Константинопольської православної церкви у штаті Массачусетс. Навчався у Єльському університеті. Отримав докторський ступінь у Афінах. У 1951 році був рукоположений на священника і служив у різних православних парафіях в Сполучених Штатах. З 1956 до 1965 професор догматичного богослов’я у коледжі Святого Хреста у Массачусетсі. У 1968 році призначений, а з 1970 року обійняв посаду професора догматичного богослов’я в Університеті Арістотеля в Салоніках і перебував на ній до 1982 року. Затримка у два роки пов’язана із звинуваченнями Романідіса у комунізмі. Після цього обіймав посаду професора богослов’я у Баламандській богословській школі в Лівані. Помер 1 листопада 2001 року в Афінах.

## Внесок
Романідіс є автором численних праць, що характерні консерватизмом поглядів та полемічно-публіцистичним характером їх викладу. Важливі дослідження у сфері розуміння первородного гріха та бачення Бога, в основному, базувались на інтерпретаційних традиціях Григорія Палами та ісихазму XIV століття. Однак, вивчаючи праці пов’язані із такого роду богословськими проблемами, Романідіс поступово заглибився у історичні студії, особливо епохи раннього феодалізму. В результаті цього зацікавлення він висунув гіпотезу про те, що догматичні суперечки, котрі привели до розколу між західним та східним християнством мають не стільки богословських скільки формаційно-політичний характер. В його основі розвитку феодальної системи на Заході Європи, принесеної туди германськими народами, передовсім франками. Романідіс стверджує що франки після арабського нашестя почали боротьбу із залишками римського населення регіону, яке виявилось лояльним до завойовників. Це, відповідно, привело до потреби суспільної ієрархізації та церковного відмежування від Візантії та римських традицій.

### Ромейство
Через історичні та богословські праці Романідіса проходить думка про потребу переосмислення термінологічної та інтерпретаційної традиції ХІХ століття, котра повністю спотворила топоніміку та ідентифікацію явищ європейської культури та історії пов’язаних із християнським Сходом.
Він категорично виступав проти терміна «Візантія» як антинаукового та антиісторичного, а також етноніму «греки» щодо грекомовного населення колишньої східної частин Римської Імперії, в тому числі і назви «Греція» щодо відродженої у ХІХ столітті Грецької держави і церкви. Ідеалом суспільно-історичного буття християнського світу є часи єдиної Римської Держави пізньо-античного та ранньо-середньовічного періоду, коли термін римлянин був тотожним із терміном християнин, а грецька мова, не означала приналежність до певного етносу, а до всього християнського універсуму,